# امبرائر ئی‌ام‌بی ۱۲۰ برازیلیا
امبرائر ئی‌ام‌بی ۱۲۰ برازیلیا (به انگلیسی: Embraer EMB 120 Brasilia) یک هواپیمای ساختِ امبرائر در کشور برزیل است که در سال ۱۹۸۳–۲۰۰۱ ساخته شد. نخستین استفاده‌کنندهٔ این هواپیما نیروی هوایی برزیل بوده‌است. این هواپیما در ۲۷ ژوئیه ۱۹۸۳ میلادی نخستین پرواز خود را انجام داد.